# Bộ trưởng Bộ Quốc phòng (Việt Nam)
Bộ trưởng Bộ Quốc phòng nước Cộng hòa Xã hội chủ nghĩa Việt Nam thường gọi tắt là Bộ trưởng Bộ Quốc phòng là thành viên của Chính phủ nước Cộng hòa Xã hội chủ nghĩa Việt Nam đứng đầu Bộ Quốc phòng Việt Nam. Bộ trưởng Bộ Quốc phòng chịu trách nhiệm quản lý, xây dựng và tổ chức về quân sự. Bộ trưởng Bộ Quốc phòng thường là Ủy viên Hội đồng Quốc phòng và An ninh, Ủy viên Bộ Chính trị. Đây là một trong những chức danh cao cấp nhất trong hệ thống chính trị Việt Nam.

## Bổ nhiệm, miễn nhiệm và cách chức
Tại Điều 88, Hiến pháp năm 2013 quy định thẩm quyền của Chủ tịch nước thì Quốc hội có quyền bầu, miễn nhiệm, bãi nhiệm chức danh Bộ trưởng Bộ Quốc phòng theo sự đề nghị của Chủ tịch nước.

## Quân hàm
Theo Luật Sĩ quan Quân đội nhân dân Việt Nam sửa đổi, bổ sung năm 2014 tại Điều 15 thì chức vụ Bộ trưởng Bộ Quốc phòng có cấp bậc quân hàm cao nhất là Đại tướng.

## Tiêu chuẩn ứng viên Bộ trưởng Bộ Quốc phòng của Đảng Cộng sản Việt Nam
Từ khi thành lập nước Cộng hoà xã hội chủ nghĩa Việt Nam vào năm 1976 đến nay,  Bộ trưởng Bộ Quốc phòng luôn là đảng viên Đảng Cộng sản Việt Nam, Phó Bí thư Quân ủy Trung ương, Ủy viên Bộ Chính trị.
Theo Quy định số 89-QĐ/TW ngày 19 tháng 12 năm 2017 của Ban Chấp hành Trung ương Đảng, tại Phụ lục 1, Mục II, Tiểu mục 3 và tại Điều 5, Điều 13 thì thời hạn giữ chức vụ Bộ trưởng Bộ Quốc phòng là 5 năm và thuộc diện thẩm quyền Bộ Chính trị quản lý, đánh giá, bố trí, giới thiệu ứng cử, chỉ định; quy hoạch, đào tạo, bồi dưỡng; điều động, luân chuyển, bổ nhiệm, miễn nhiệm, cho thôi giữ chức, đình chỉ chức vụ; khen thưởng, kỷ luật.
Theo Quy định số 89-QĐ/TW ngày 4 tháng 8 năm 2017 và Quy định số 90-QĐ/TW ngày 4 tháng 8 năm 2017 của Ban Chấp hành Trung ương Đảng thì tiêu chuẩn chung của chức vụ Bộ trưởng Bộ Quốc phòng bao gồmː
1. Về chính trị tư tưởngː Trung thành với Tổ quốc, Đảng, Nhà nước. Lập trường bản lĩnh chính trị vững vàng.[5]
2. Về đạo đức, lối sốngː Mẫu mực, trung thực, khiêm tốn, chân thành, cần, kiệm, liêm, chính, chí công vô tư.[5]
3. Về trình độː Tốt nghiệp đại học trở lên (chuyên về lĩnh vực quân sự).[5]
4. Về năng lực và uy tínː Có tư duy đổi mới, tầm nhìn chiến lược; phương pháp làm việc khoa học; nhạy bén chính trị; có năng lực cụ thể hóa và lãnh đạo, chỉ đạo, tổ chức thực hiện có hiệu quả. Là hạt nhân quy tụ được cán bộ, đảng viên, quần chúng nhân dân tin tưởng, tín nhiệm cao.[5]
5. Sức khỏe, độ tuổi và kinh nghiệmː Đủ sức khỏe, đã kinh qua và hoàn thành tốt chức trách, nhiệm vụ của chức danh lãnh đạo, quản lý chủ chốt cấp dưới trực tiếp ở đây; có nhiều kinh nghiệm thực tiễn. Theo quy định độ tuổi bổ nhiệm lần đầu (từ 30 tuổi trở lên và không quá 65 tuổi) [5]
6. Quân hàm: quân hàm từ cấp Trung tướng Quân đội trở lên

Theo Nghị quyết số 26-NQ/TW ngày 19/5/2018 tại phần III, mục 2 có quy định cán bộ lãnh đạo chủ chốt cấp trên phải kinh qua vị trí chủ chốt cấp dưới, trường hợp đặc biệt do cấp có thẩm quyền xem xét, quyết định.
Theo Quy định 214-QĐ/TW năm 2020  về khung tiêu chuẩn chức danh, tiêu chí đánh giá cán bộ thuộc diện Ban Chấp hành Trung ương, Bộ Chính trị, Ban Bí thư quản lý do Ban Chấp hành Trung ương ban hành, Bộ trưởng Bộ Quốc phòng phải là người:
''Bảo đảm đầy đủ các tiêu chuẩn chung của Uỷ viên Bộ Chính trị, Ban Bí thư hoặc Uỷ viên Ban Chấp hành Trung ương, đồng thời, cần có những phẩm chất, năng lực: Có trình độ cao và am hiểu sâu sắc về quản lý nhà nước, nắm chắc pháp luật Việt Nam, pháp luật và thông lệ quốc tế. Có năng lực cụ thể hoá đường lối, chủ trương, chính sách của Đảng, pháp luật của Nhà nước để hoạch định phương hướng, chính sách phát triển ngành, lĩnh vực được phân công và chỉ đạo thực hiện có hiệu quả. Có năng lực phối hợp giữa các bộ, ban, ngành và giữa Trung ương với địa phương, tạo sự đồng bộ trong thực hiện chính sách chung của Đảng, Nhà nước. Có kinh nghiệm lãnh đạo, điều hành và quyết đoán, quyết liệt, kịp thời quyết định những vấn đề khó, phức tạp thuộc ngành, lĩnh vực phụ trách. Không bị chi phối bởi lợi ích nhóm. Đã kinh qua và hoàn thành tốt nhiệm vụ ở chức vụ lãnh đạo, quản lý cấp thứ trưởng hoặc phó trưởng ban, ngành, đoàn thể Trung ương hoặc lãnh đạo chủ chốt cấp tỉnh.''

#### Tiêu chuẩn của Ủy viên Bộ Chính trị, Ban Bí thư
"Bảo đảm đầy đủ các tiêu chuẩn của Uỷ viên Ban Chấp hành Trung ương, đồng thời, cần có thêm các tiêu chuẩn: Thật sự tiêu biểu, mẫu mực của Ban Chấp hành Trung ương về bản lĩnh chính trị, phẩm chất đạo đức, trí tuệ, ý chí chiến đấu, năng lực lãnh đạo, quản lý, ý thức tổ chức kỷ luật; không bị chi phối bởi sự can thiệp, sức ép bên ngoài và lợi ích nhóm. Hiểu biết sâu rộng tình hình đất nước, khu vực và thế giới; nhạy cảm về chính trị, nhạy bén về kinh tế, am hiểu sâu sắc về xã hội. Có ý thức, trách nhiệm cao, có khả năng đóng góp ý kiến trong việc hoạch định đường lối, chính sách và phát hiện, đề xuất những vấn đề thực tiễn đặt ra để Ban Chấp hành Trung ương, Bộ Chính trị, Ban Bí thư thảo luận, quyết định. Là Uỷ viên chính thức Ban Chấp hành Trung ương trọn một nhiệm kỳ trở lên; đã kinh qua và hoàn thành tốt nhiệm vụ ở các chức vụ lãnh đạo chủ chốt cấp tỉnh (bí thư tỉnh uỷ, thành uỷ; chủ tịch Hội đồng nhân dân, chủ tịch Uỷ ban nhân dân tỉnh, thành phố) hoặc trưởng các ban, bộ, ngành, Mặt trận Tổ quốc, tổ chức chính trị - xã hội ở Trung ương. Trường hợp Uỷ viên Bộ Chính trị, Ban Bí thư công tác trong quân đội thì phải kinh qua chức vụ chủ trì cấp quân khu."

#### Tiêu chuẩn của Ủy viên Ban Chấp hành Trung ương
"Tiêu biểu của Đảng về bản lĩnh chính trị, phẩm chất đạo đức và năng lực công tác. Có ý thức, trách nhiệm cao, kiến thức toàn diện; tích cực tham gia thảo luận, đóng góp, hoạch định đường lối, chính sách và sự lãnh đạo tập thể của Ban Chấp hành Trung ương. Có năng lực tổ chức thực hiện thắng lợi đường lối, chính sách, nhiệm vụ của Đảng, chiến lược phát triển đất nước trong giai đoạn mới ở lĩnh vực, địa bàn công tác được phân công quản lý, phụ trách. Có năng lực dự báo, xử lý, ứng phó kịp thời, hiệu quả những tình huống đột xuất, bất ngờ; có khả năng làm việc độc lập. Có tố chất, năng lực lãnh đạo, quản lý cấp chiến lược; có hoài bão, khát vọng đổi mới vì dân, vì nước. Đã kinh qua và hoàn thành tốt nhiệm vụ ở các chức vụ lãnh đạo chủ chốt cấp dưới trực tiếp và tương đương.
Uỷ viên dự khuyết Ban Chấp hành Trung ương phải là những cán bộ trẻ; cơ bản đáp ứng được tiêu chuẩn của Uỷ viên Ban Chấp hành Trung ương; qua thực tiễn công tác thể hiện có năng lực, triển vọng phát triển về tố chất lãnh đạo, quản lý cấp chiến lược; được quy hoạch chức danh Uỷ viên Ban Chấp hành Trung ương và lãnh đạo chủ chốt tỉnh uỷ, thành uỷ trực thuộc Trung ương, ban, bộ, ngành, đoàn thể Trung ương nhiệm kỳ tới và các nhiệm kỳ tiếp theo".

#### Tiêu chuẩn chung
1.1. Về chính trị, tư tưởng: Tuyệt đối trung thành với lợi ích của quốc gia - dân tộc, của Đảng và nhân dân; cố gắng hết khả năng của mình bảo vệ toàn vẹn lãnh thổ; kiên định chủ nghĩa Mác - Lênin, tư tưởng Hồ Chí Minh, mục tiêu độc lập dân tộc và chủ nghĩa xã hội, đường lối đổi mới của Đảng. Có lập trường, quan điểm, bản lĩnh chính trị vững vàng; kiên quyết bảo vệ nền tảng tư tưởng, Cương lĩnh, đường lối của Đảng, Hiến pháp và pháp luật của Nhà nước; đấu tranh phản bác các quan điểm sai trái, thù địch. Có tinh thần yêu nước nồng nàn, sâu sắc; luôn đặt lợi ích của Đảng, quốc gia - dân tộc, nhân dân lên trên lợi ích của ngành, địa phương, cơ quan và cá nhân; sẵn sàng hy sinh vì sự nghiệp cách mạng của Đảng, vì độc lập, tự do của Tổ quốc, vì hạnh phúc của nhân dân. Tuyệt đối chấp hành sự phân công của tổ chức, yên tâm công tác. Giữ nghiêm kỷ luật phát ngôn theo đúng nguyên tắc, quy định của Đảng.
1.2. Về đạo đức, lối sống: Mẫu mực về phẩm chất đạo đức; sống trung thực, khiêm tốn, chân thành, trong sáng, giản dị, bao dung; cần, kiệm, liêm chính, chí công, vô tư. Không tham vọng quyền lực, có nhiệt huyết và trách nhiệm cao với công việc; là trung tâm đoàn kết, gương mẫu về mọi mặt. Không tham nhũng, lãng phí, cơ hội, vụ lợi; kiên quyết đấu tranh ngăn chặn, đẩy lùi sự suy thoái về tư tưởng chính trị, đạo đức, lối sống, những biểu hiện "tự diễn biến", "tự chuyển hoá" trong nội bộ, tệ quan liêu, tham nhũng, tiêu cực, lãng phí, cửa quyền và lợi ích nhóm; tuyệt đối không trục lợi và cũng không để người thân, người quen lợi dụng chức vụ, quyền hạn của mình để trục lợi. Thực hiện nghiêm các nguyên tắc tổ chức, kỷ luật của Đảng, nhất là nguyên tắc tập trung dân chủ, tự phê bình và phê bình; thực hiện đúng, đầy đủ quyền hạn, trách nhiệm của mình và chỉ đạo thực hiện nghiêm nguyên tắc, quy định, quy chế, quy trình về công tác cán bộ; kiên quyết đấu tranh với những biểu hiện, việc làm trái với các quy định của Đảng, Nhà nước trong công tác cán bộ.
1.3. Về trình độ: Tốt nghiệp đại học trở lên; lý luận chính trị cử nhân hoặc cao cấp; quản lý nhà nước ngạch chuyên viên cao cấp hoặc tương đương; trình độ ngoại ngữ cử nhân hoặc trình độ B trở lên, tin học phù hợp.
1.4. Về năng lực và uy tín: Có quan điểm khách quan, toàn diện, biện chứng, lịch sử cụ thể, có tư duy đổi mới, tầm nhìn chiến lược; phương pháp làm việc khoa học; nhạy bén chính trị; có năng lực cụ thể hoá và lãnh đạo, chỉ đạo, tổ chức thực hiện có hiệu quả các đường lối, chủ trương, chính sách của Đảng, pháp luật của Nhà nước; có năng lực tổng kết thực tiễn, nghiên cứu lý luận, phân tích và dự báo tốt. Nắm chắc tình hình chung và hiểu biết toàn diện về lĩnh vực, địa bàn, địa phương, cơ quan, đơn vị được phân công quản lý, phụ trách. Kịp thời nắm bắt những thời cơ, vận hội; phát hiện những mâu thuẫn, thách thức, vấn đề mới, vấn đề khó, hạn chế, yếu kém trong thực tiễn; chủ động đề xuất những nhiệm vụ, giải pháp có tính khả thi và hiệu quả. Năng động, sáng tạo, cần cù, chịu khó, dám nghĩ, dám làm, dám chịu trách nhiệm; có quyết tâm chính trị cao, hành động quyết liệt, dám đương đầu với khó khăn, thách thức; nói đi đôi với làm; có thành tích nổi trội, có kết quả và "sản phẩm" cụ thể góp phần quan trọng thúc đẩy sự phát triển của ngành, địa phương, cơ quan, đơn vị; gắn bó mật thiết với nhân dân và vì nhân dân phục vụ. Là hạt nhân quy tụ và phát huy sức mạnh tổng hợp của hệ thống chính trị; được cán bộ, đảng viên, quần chúng nhân dân tin tưởng, tín nhiệm cao.
1.5. Sức khoẻ, độ tuổi và kinh nghiệm: Đủ sức khoẻ để thực hiện nhiệm vụ; bảo đảm tuổi bổ nhiệm (theo quy định của Đảng, độ tuổi trước khi bổ nhiệm không quá 65 tuổi), giới thiệu ứng cử theo quy định của Đảng. Đã kinh qua và hoàn thành tốt chức trách, nhiệm vụ của chức danh lãnh đạo, quản lý chủ chốt cấp dưới trực tiếp; có nhiều kinh nghiệm thực tiễn." 

## Chức năng và nhiệm vụ
Theo Thông tư số 52/2017/TT-BQP ngày 10 tháng 3 năm 2017 của Bộ Quốc phòng về Quy chế làm việc của Bộ Quốc phòng Bộ trưởng là người đứng đầu Bộ Quốc phòng, chịu trách nhiệm trước Quốc hội, Chủ tịch nước, Chính phủ, Thủ tướng Chính phủ về toàn bộ hoạt động của Bộ Quốc phòng và có trách nhiệm:
- Tổ chức thực hiện những công việc thuộc thẩm quyền quy định trong Hiến pháp, Luật tổ chức Chính phủ[8]
- Tổ chức thực hiện những công việc được Chủ tịch nước, Chính phủ, Thủ tướng Chính phủ giao hoặc ủy quyền[8]
- Tổ chức thực hiện chức năng, nhiệm vụ quản lý nhà nước theo quy định[8]
- Tổ chức thực hiện Quy chế thực hiện dân chủ trong hoạt động của cơ quan[8]

## Quyền hạn
- Quyết định về việc tổ chức bộ máy, biên chế, cán bộ, công chức, viên chức, theo quy định
- Trình Chính phủ về thành lập, hợp nhất, chấm dứt hoạt động, giải thể Tổng cục, Cục, Bộ Tư lệnh
- Quyết định thành lập, chấm dứt hoạt động, giải thể Cục và các vấn đề liên quan đến bộ máy, biên chế của Cơ quan thuộc Bộ và quyết định về danh sách bổ nhiệm, miễn nhiệm cán bộ, công chức, viên chức đi công tác nhiệm kỳ tại Cơ quan thuộc Bộ theo quy định của pháp luật
- Bổ nhiệm, miễn nhiệm các chức vụ từ nhóm 4 cho đến nhóm 11 thuộc Bảng nhóm chức vụ Sĩ quan Quân đội nhân dân Việt Nam.
- Điều động Sĩ quan từ nhóm 2 đến nhóm 14 từ đơn vị này sang đơn vị khác thuộc Bộ Quốc phòng.
- Phong, thăng, giáng quân hàm từ cấp Thiếu úy đến cấp Đại tá.
- Chuyển chế độ phục vụ tại ngũ từ Công nhân viên Quốc phòng, Quân nhân chuyên nghiệp sang Sĩ quan
- Quy định thủ tục phong, thăng, giáng, tước cấp bậc hàm sĩ quan cấp tá, cấp úy và hạ sĩ quan, chiến sĩ trong Quân đội
- Phân công một Thứ trưởng làm Thứ trưởng Thường trực (thường là Tổng Tham mưu trưởng), giúp Bộ trưởng điều hành công việc chung của Bộ và phân công các Thứ trưởng phụ trách lĩnh vực công tác và điều chỉnh lĩnh vực công tác đã phân công;
- Trực tiếp giải quyết công việc có tính cấp bách và quan trọng mặc dù thuộc lĩnh vực đã được phân công của một Thứ trưởng, hay do Thứ trưởng đó đi vắng; quyết định những vấn đề còn có ý kiến khác nhau giữa các Thứ trưởng;
- Định kỳ chủ trì họp với các Thứ trưởng và nếu xét thấy cần thiết, với Trợ lý Bộ trưởng để thống nhất chủ trương, biện pháp chỉ đạo điều hành công việc của Bộ;
- Quyết định nội dung, thời gian, thành phần và chủ trì các cuộc họp quan trọng của Bộ;
- Thực hiện các nhiệm vụ khác theo quy định của pháp luật.

## Chức vụ bỏ trống
Trong trường hợp chức vụ Bộ trưởng Bộ Quốc phòng bị bỏ trống (cách chức, từ chức hay đột ngột qua đời) thì Thứ trưởng Thường trực Bộ Quốc phòng kiêm Tổng Tham mưu trưởng Quân đội nhân dân Việt Nam giữ Bộ trưởng tạm quyền. Bộ trưởng tạm quyền có đầy đủ quyền hành như Bộ trưởng cho đến khi Quốc hội bầu ra Bộ trưởng mới. Khi Bộ trưởng không làm việc được trong thời gian dài hay bị đình chỉ chức vụ tạm thời thì Thứ trưởng Thường trực Bộ Quốc phòng kiêm Tổng Tham mưu trưởng Quân đội nhân dân Việt Nam giữ chức Bộ trưởng tạm quyền cho đến khi Bộ trưởng trở lại làm việc.

## Bộ trưởng qua các thời kỳ
| STT | Bộ trưởng             | Bộ trưởng                      | Cấp bậc               | Nhiệm kỳ             | Nhiệm kỳ             | Nhiệm kỳ         | Chức vụ trước đó                                           | Ghi chú |
| STT | Bộ trưởng             | Bộ trưởng                      | Cấp bậc               | Bắt đầu              | Kết thúc             | Số ngày          | Chức vụ trước đó                                           | Ghi chú |
| --- | --------------------- | ------------------------------ | --------------------- | -------------------- | -------------------- | ---------------- | ---------------------------------------------------------- | --- |
| 1   |                       | Chu Văn Tấn (1910–1984)        | Thượng tướng          | 28 tháng 8 năm 1945  | 2 tháng 3 năm 1946   | 186 ngày         | Ủy viên Xứ ủy Bắc kỳ                                       | |
| 2   |                       | Phan Anh (1912–1990)           | Dân sự (Luật sư)      | 2 tháng 3 năm 1946   | 3 tháng 11 năm 1946  | 246 ngày         | Bộ trưởng Thanh niên                                       | - Đảng viên Đảng Xã hội Việt Nam |
| 3   |                       | Võ Nguyên Giáp (1911–2013)     | Đại tướng             | 3 tháng 11 năm 1946  | 1 tháng 8 năm 1947   | 271 ngày         | Bộ trưởng Bộ Nội vụ kiêm Thứ trưởng Bộ Quốc phòng đầu tiên | - Tổng Tư lệnh Quân đội nhân dân (1946–1975) |
| 4   |                       | Tạ Quang Bửu (1910–1986)       | Dân sự (Nhà giáo dục) | 1 tháng 8 năm 1947   | 1 tháng 7 năm 1948   | 335 ngày         | Thứ trưởng Bộ Quốc phòng                                   | - Giáo sư, nhà khoa học, người đặt nền móng cho lĩnh vực khoa học kỹ thuật và công nghệ quân sự                                                                |
| (3) |                       | Võ Nguyên Giáp (1911–2013)     | Đại tướng             | 1 tháng 7 năm 1948   | 7 tháng 2 năm 1980   | 31 năm, 221 ngày | Bộ trưởng Bộ Quốc phòng (1946-1947)                        | - Ủy viên Bộ Chính trị (1945-1982) - Tổng Tư lệnh Quân đội nhân dân (1946–1975) - Bí thư Quân ủy Trung ương (1946–1977) - Phó Thủ tướng Chính phủ (1955 –1991) |
| (3) | Tổng: 32 năm 127 ngày | Võ Nguyên Giáp (1911–2013)     | Đại tướng             | 1 tháng 7 năm 1948   | 7 tháng 2 năm 1980   |                  | Bộ trưởng Bộ Quốc phòng (1946-1947)                        | - Ủy viên Bộ Chính trị (1945-1982) - Tổng Tư lệnh Quân đội nhân dân (1946–1975) - Bí thư Quân ủy Trung ương (1946–1977) - Phó Thủ tướng Chính phủ (1955 –1991) |
| 5   |                       | Văn Tiến Dũng (1917–2002)      | Đại tướng             | 7 tháng 2 năm 1980   | 16 tháng 2 năm 1987  | 7 năm, 9 ngày    | Tổng Tham mưu trưởng                                       | - Ủy viên Bộ Chính trị (1972–1986) - Bí thư Quân ủy Trung ương (1984–1986)                                                                                     |
| 6   |                       | Lê Đức Anh (1920–2019)         | Đại tướng             | 16 tháng 2 năm 1987  | 10 tháng 8 năm 1991  | 4 năm, 175 ngày  | Tổng Tham mưu trưởng                                       | - Ủy viên Bộ Chính trị (1987–1997) - Phó Bí thư Quân ủy trung ương - Chủ tịch nước (1992–1997)                                                                 |
| 7   |                       | Đoàn Khuê (1923–1999)          | Đại tướng             | 10 tháng 8 năm 1991  | 29 tháng 12 năm 1997 | 6 năm, 141 ngày  | Tổng Tham mưu trưởng                                       | - Ủy viên Bộ Chính trị (1991–1997) - Phó Bí thư Quân ủy trung ương                                                                                             |
| 8   |                       | Phạm Văn Trà (sinh năm 1935)   | Đại tướng             | 29 tháng 12 năm 1997 | 27 tháng 6 năm 2006  | 8 năm, 190 ngày  | Tổng Tham mưu trưởng                                       | - Ủy viên Bộ Chính trị (1997–2006) - Phó Bí thư Quân ủy trung ương                                                                                             |
| 9   |                       | Phùng Quang Thanh (1949–2021)  | Đại tướng             | 27 tháng 6 năm 2006  | 8 tháng 4 năm 2016   | 9 năm, 286 ngày  | Tổng Tham mưu trưởng                                       | - Ủy viên Bộ Chính trị (2006–2016) - Phó Bí thư Quân ủy trung ương                                                                                             |
| 10  |                       | Ngô Xuân Lịch (sinh năm 1954)  | Đại tướng             | 9 tháng 4 năm 2016   | 7 tháng 4 năm 2021   | 4 năm, 363 ngày  | Chủ nhiệm Tổng cục Chính trị                               | - Ủy viên Bộ Chính trị (2018-2021) - Phó Bí thư Quân ủy trung ương                                                                                             |
| 11  |                       | Phan Văn Giang (sinh năm 1960) | Đại tướng             | 8 tháng 4 năm 2021   | đương nhiệm          | 4 năm, 58 ngày   | Tổng Tham mưu trưởng                                       | - Ủy viên Bộ Chính trị (2021–nay) - Phó Bí thư Quân ủy trung ương - Tiến sĩ Khoa học Quân sự                                                                   |